# Liste der Kulturdenkmale in Mylau

Wappen von Mylau

In der Liste der Kulturdenkmale in Mylau sind die Kulturdenkmale des Reichenbacher Ortsteils Mylau verzeichnet, die bis September 2024 vom Landesamt für Denkmalpflege Sachsen erfasst wurden (ohne archäologische Kulturdenkmale). Die Anmerkungen sind zu beachten.
Diese Aufzählung ist eine Teilmenge der Liste der Kulturdenkmale in Reichenbach im Vogtland.

## Liste der Kulturdenkmale in Mylau
| Bild                                    | Bezeichnung | Lage                                   | Datierung                                                                                                  | Beschreibung | ID       |
| --------------------------------------- | --- | -------------------------------------- | --- | --- | -------- |
| Weitere Bilder                          | Eisenbahnbrücke (Göltzschtalbrücke) | (Flurstück 742/1) (Karte)              | 1846–1851                                                                                                  | Größte Eisenbahn-Ziegelbrücke der Welt, ursprünglich Bahnstrecke Leipzig–Hof (6362, 6377; sä. LH), überregional bedeutendes Denkmal der Verkehrsgeschichte, von besonderer landschaftsprägender Wirkung, siehe auch Gemeinde Netzschkau (09209786) | 09307008 |
|                                         | Wohnanlage, bestehend aus vier Wohnhäusern in offener Bebauung | An der Kiesgrube 9, 11, 13, 15 (Karte) | Um 1930 | Wohnhäuser „Typ Feiler“, im Stil der Neuen Sachlichkeit, besondere baugeschichtliche Bedeutung. Feiler war Reichenbacher Baumeister. Bauhausstil, alle Gebäude dreigeschossig mit Mezzaningeschoss, Putzfassade, flachgedeckt, Kratzputz mit abgesetzten Putzflächen. Wichtig durch dominante Lage über der Stadt Mylau und als einzige Beispiele dieser Bauweise in Mylau, qualitätvoll gestaltete Gebäude mit regionaler Bedeutung. | 09245090 |
| Direkt Bild zu diesem Denkmal hochladen | Wohnhaus (mit drei Eingängen) in offener Bebauung | An der Lohe 7, 9, 11 (Karte)           | Um 1930 | Gemäßigte Moderne, baugeschichtliche Bedeutung. Kratzputz, Klinkersockel, dreigeschossig, mittlerer Hausteil viergeschossig, in dieser Bauart nur wenige Beispiele in Mylau. | 09245051 |
| Direkt Bild zu diesem Denkmal hochladen | Wohnhaus (Umgebinde) in geschlossener Bebauung | An der Schafwäsche 4 (Karte)           | 18. Jahrhundert                                                                                            | Fachwerkbau, baugeschichtliche und ortsentwicklungsgeschichtliche Bedeutung. Fachwerk im Hofbereich vollständig erhalten, Umgebindekonstruktion im Erdgeschoss an der Langseite mit gezapften Knaggen, Straßenseite Fachwerk-Obergeschoss, Erdgeschoss massiv, Obergeschoss verputzt, Satteldach. | 09245078 |
| Direkt Bild zu diesem Denkmal hochladen | Villa | August-Bebel-Straße 4 (Karte)          | Um 1890 | Mit Neorenaissanceeinflüssen, baugeschichtliche Bedeutung. Putzfassade, fast quadratischer Grundriss, Zahnschnittfries, Fenstergewände Beton, Tür und Fenster original erhalten, Werksteinsockel, Treppengeländer und Leuchter Schmiedeeisen, Bleiglasfenster im Treppenhaus. | 09245081 |
| Weitere Bilder                          | Empfangsgebäude (Nr. 2) und Güterschuppen (Nr. 1) eines ehemaligen Bahnhofes | Bahnhof 1, 2 (Karte)                   | 1895 | Gebäudekomplex von stadtgeschichtlichem Wert. Klinkerfassade, roter Klinker mit gelbem Klinker abgesetzt, Zahnschnittfries als Gesims, gelber Klinker bildet Lisenen. | 09245065 |
| Direkt Bild zu diesem Denkmal hochladen | Mietshaus in offener Bebauung | Bahnhofstraße 4 (Karte)                | 1920er Jahre                                                                                               | Im traditionalistischen Stil der 1920er Jahre, bauhistorischer und städtebaulicher Wert | 09245066 |
| Direkt Bild zu diesem Denkmal hochladen | Mietshaus in Ecklage und in geschlossener Bebauung | Braustraße 2 (Karte)                   | Um 1900 | Baugeschichtlicher und städtebaulicher Wert, roter Klinker mit gelbem Klinker abgesetzt | 09245011 |
| Direkt Bild zu diesem Denkmal hochladen | Mietshaus in geschlossener Bebauung | Braustraße 4 (Karte)                   | Um 1900 | Baugeschichtlicher und städtebaulicher Wert, Klinkerfassade, ursprünglich mit Laden | 09245010 |
| Direkt Bild zu diesem Denkmal hochladen | Mietshaus in geschlossener Bebauung | Braustraße 6 (Karte)                   | Um 1900 | Baugeschichtlicher und städtebaulicher Wert, Klinkerfassade | 09245009 |
| Direkt Bild zu diesem Denkmal hochladen | Mietshaus in geschlossener Bebauung | Braustraße 8 (Karte)                   | Um 1900 | Baugeschichtlicher und städtebaulicher Wert, Putzfassade, Putznutung im Erdgeschoss, Fensterverdachung im Obergeschoss | 09245008 |
| Direkt Bild zu diesem Denkmal hochladen | Mietshaus in geschlossener Bebauung | Braustraße 10 (Karte)                  | Um 1900 | Mit Laden, baugeschichtlicher und städtebaulicher Wert, Putzfassade | 09245007 |
| Direkt Bild zu diesem Denkmal hochladen | Mietshaus in geschlossener Bebauung | Braustraße 12 (Karte)                  | Um 1900 | Baugeschichtlicher und städtebaulicher Wert, oranger Klinker mit roten Klinkern abgesetzt | 09245006 |
| Direkt Bild zu diesem Denkmal hochladen | Mietshaus in geschlossener Bebauung | Braustraße 14 (Karte)                  | Um 1900 | Mit Ladeneinbau, baugeschichtlicher und städtebaulicher Wert, Klinkerfassade | 09245005 |
| Direkt Bild zu diesem Denkmal hochladen | Mietshaus in Ecklage und in halboffener Bebauung | Braustraße 16 (Karte)                  | Um 1900 | Mit Eckladen, baugeschichtlicher und städtebaulicher Wert, Klinkerfassade, roter Klinker, Betonfenstergewände und -verzierungen | 09245004 |
| Direkt Bild zu diesem Denkmal hochladen | Mietshaus in geschlossener Bebauung | Brücknerstraße 8 (Karte)               | Um 1890 | Klinkerbau mit Terrakottazierelementen, baugeschichtlich von Bedeutung. Oranger und roter Klinker, Ornamente ebenfalls Klinker, Verdachungen über Fenster im ersten Obergeschoss mit Dreiecks- oder Segmentgiebeln, fünf Achsen, dreigeschossig. | 09245074 |
| Direkt Bild zu diesem Denkmal hochladen | Mietshaus in halboffener Bebauung | Brücknerstraße 12 (Karte)              | Um 1900 | Baugeschichtliche Bedeutung. Ursprünglich mit Gaststätte, Putzfassade mit Betonfenstergewänden, aufwändig gestaltete Fenster im Erdgeschoss, verschiedene Veränderungen. | 09245073 |
| Direkt Bild zu diesem Denkmal hochladen | Mietshaus in geschlossener Bebauung | Brücknerstraße 16 (Karte)              | Um 1890 | Städtebaulicher und baugeschichtlicher Wert. Putzfassade mit Putznutung im Erdgeschoss, aufwendig gestaltete Haustür mit Gitter, Gesims, dreigeschossig, vier Achsen, Fenstergewände im Obergeschoss mit ornamentalen Verzierungen. | 09245072 |
| Direkt Bild zu diesem Denkmal hochladen | Mietshaus in geschlossener Bebauung | Brücknerstraße 24 (Karte)              | Um 1880 | Baugeschichtlicher und städtebaulicher Wert. Putzfassade mit Putznutung im ersten Obergeschoss, Fensterverdachungen im Obergeschoss, dreigeschossig, fünf Achsen, Haustür original, im Erdgeschoss Veränderungen, ursprünglich eventuell Laden, beide Obergeschosse original. | 09245071 |
| Direkt Bild zu diesem Denkmal hochladen | Bankhaus (heute zur Schule umgebaut) | Brücknerstraße 30 (Karte)              | Im Kern um 1800; um 1905 überformt                                                                         | Sparsam dekorierte Putzfassade mit Eckerker, ehemaliges Bankhaus der Familie Georgi, darunter der sächsische Finanzminister Robert Georgi (1802–1869) und der Leipziger Oberbürgermeister Otto Georgi (1831–1918), bau- und ortsgeschichtliche Bedeutung. Zweigeschossiger Putzbau mit flachem Satteldach, Fassade mit Putzgliederung, Girlanden und floraler Ornamentik, großer Erker mit Zwiebelhaube (später angefügt?). | 09245067 |
| Weitere Bilder                          | Burg Mylau (Sachgesamtheit) | Burg 1, 2 (Karte)                      | 2. Hälfte 12. Jahrhundert, später mehrere Bauphasen (Burg); 1471 Dendro (Südflügel)                        | Sachgesamtheit Burg Mylau, mit den Einzeldenkmalen: Burganlage (Burg 1, mit Museum der Stadt Mylau) sowie Burgberg und Wohnhaus des Burggärtners (Burg 2), siehe Einzeldenkmal 09301100); Gebäude von großer städtebaulicher, stadtgeschichtlicher und baugeschichtlicher Bedeutung. Auf Bergsporn zwischen Göltzsch und Raumbachtal gelegen, verschiedene Bauphasen, Aufstockung Palas unter Conrad d. J. von Metzsch Anfang 16. Jahrhundert. Ende 19. Jahrhundert systematische Restaurierung und Überformung, Umbau Palas zum Rathaus. | 09245039 |
| Weitere Bilder                          | Burganlage (Burg 1, mit Museum der Stadt Mylau) sowie Wohnhaus des Gärtners (Burg 2), Einzeldenkmale zu ID-Nr. 09245039 | Burg 1, 2 (Karte)                      | 2. Hälfte 12. Jahrhundert, später mehrere Bauphasen (Burg); 1471 Dendro (Südflügel); um 1820 (Gärtnerhaus) | Einzeldenkmale der Sachgesamtheit Burg Mylau; Anlage von großer stadtgeschichtlicher, baugeschichtlicher und landschaftsprägender Bedeutung. Gärtnerwohnhaus: kleiner originaler Putzbau mit Fachwerkgiebeln. | 09301100 |
| Direkt Bild zu diesem Denkmal hochladen | Mietshaus in halboffener Bebauung | Burgstraße 1 (Karte)                   | Um 1900 | Schlichte Klinkerbauten von städtebaulichem Wert | 09245035 |
| Direkt Bild zu diesem Denkmal hochladen | Mietshaus in geschlossener Bebauung | Burgstraße 3 (Karte)                   | Um 1900 | Schlichte Klinkerbauten von städtebaulichem Wert | 09245036 |
| Direkt Bild zu diesem Denkmal hochladen | Mietshaus in geschlossener Bebauung | Burgstraße 5 (Karte)                   | Um 1900 | Schlichte Klinkerbauten von städtebaulichem Wert, Klinkerfassade | 09245037 |
| Direkt Bild zu diesem Denkmal hochladen | Mietshaus in geschlossener Bebauung | Burgstraße 7 (Karte)                   | Um 1900 | Schlichte Klinkerbauten von städtebaulichem Wert | 09245038 |
| Direkt Bild zu diesem Denkmal hochladen | Mietshaus in Ecklage und in geschlossener Bebauung | Ernst-Schneller-Straße 1 (Karte)       | Um 1905 | Klinkerfassade mit Eckturm, baugeschichtlich von Bedeutung. Haustür verändert, wichtig für Straßenbild. | 09245024 |
| Direkt Bild zu diesem Denkmal hochladen | Wohnhaus in offener Bebauung | Ernst-Thälmann-Straße 2 (Karte)        | Um 1900 | Baugeschichtliche Bedeutung. Klinkerfassade mit Schwebegiebel, geschnitztes Leergespärre, weit vorkragendes Dach, originale geschnitzte Haustür mit Gitter, Fenster im Obergeschoss original, roter Klinker. | 09245062 |
| Direkt Bild zu diesem Denkmal hochladen | Wohnhaus in offener Bebauung | Ernst-Thälmann-Straße 4 (Karte)        | Um 1900 | Baugeschichtliche Bedeutung. Zweigeschossig, fünf Achsen, roter Klinker, gelbe Klinker als Ornament, originale aufwändig gestaltete Haustür, im Oberlicht Bleiglasfenster, Fenster verändert, originale Dachaufbauten, etwa quadratischer Grundriss, Dachhäuschen mit Helmdächern. | 09245061 |
| Direkt Bild zu diesem Denkmal hochladen | Mietshaus in geschlossener Bebauung und Heiste | Ernst-Thälmann-Straße 15 (Karte)       | Um 1905 | Baugeschichtliche Bedeutung. Klinkerfassade, gelber und roter Klinker, weißglasierte Ziegel als Ornament, Sockel Werkstein, zweigeschossig, fünf Achsen, einfache Fassadengliederung, aber im Straßenzug am aufwändigsten gestaltet. | 09245058 |
| Direkt Bild zu diesem Denkmal hochladen | Mietshaus in geschlossener Bebauung und Heiste | Ernst-Thälmann-Straße 17 (Karte)       | Um 1905 | Baugeschichtliche Bedeutung | 09302703 |
| Direkt Bild zu diesem Denkmal hochladen | Mietshaus in halboffener Bebauung | Ernst-Thälmann-Straße 28 (Karte)       | Um 1910 | Reformstil-Architektur, baugeschichtliche Bedeutung | 09302704 |
| Direkt Bild zu diesem Denkmal hochladen | Mietshaus in halboffener Bebauung | Ernst-Thälmann-Straße 43 (Karte)       | Um 1910 | Bestandteil einer Häuserzeile im Reformstil, baugeschichtliche Bedeutung | 09302705 |
| Direkt Bild zu diesem Denkmal hochladen | Mietshaus in geschlossener Bebauung | Ernst-Thälmann-Straße 45 (Karte)       | Um 1910 | Bestandteil einer Häuserzeile im Reformstil, baugeschichtliche Bedeutung. Putzfassade, Erker, betonter Eingangsbereich, dreigeschossig, originale Fenster und Haustür. | 09245054 |
| Direkt Bild zu diesem Denkmal hochladen | Mietshaus in geschlossener Bebauung | Ernst-Thälmann-Straße 49 (Karte)       | Um 1910 | Bestandteil einer Häuserzeile im Reformstil, baugeschichtliche Bedeutung | 09302706 |
| Direkt Bild zu diesem Denkmal hochladen | Mietshaus in halboffener Bebauung | Ernst-Thälmann-Straße 51 (Karte)       | Um 1910 | Bestandteil einer Häuserzeile im Reformstil, baugeschichtliche Bedeutung. Putzfassade mit leichter Putzquaderung im Erdgeschoss und teilweise auch im Obergeschoss, dreigeschossig, Erker, aufwändig gestalteter Eingangsbereich mit Säulen. | 09245053 |
| Direkt Bild zu diesem Denkmal hochladen | Wohnhaus | Ernst-Thälmann-Straße 60 (Karte)       | 1927–1929                                                                                                  | Ehemalige Orchesterschule, Gebäude im Stil der Neuen Sachlichkeit, entworfen von Rudolf Ladewig (1893–1945), bau- und ortsgeschichtliche Bedeutung, Seltenheitswert | 09306761 |
| Direkt Bild zu diesem Denkmal hochladen | Villa mit Einfriedung | Ernst-Thälmann-Straße 66 (Karte)       | Vor 1915                                                                                                   | Unter anderem baugeschichtliche Bedeutung. Putzfassade mit Bleiglasfenstern im Treppenhaus, Putzstuckornamentik, Fensteroberlichter mit Sprossenteilung, quadratischer Grundriss, Zaun schmiedeeisern. | 09245052 |
| Weitere Bilder                          | Schule, davor Gedenkstein für Erwin Hartsch | Friedenshain 2 (Karte)                 | 1902 | Schule in Neorenaissanceformen, baugeschichtliche und ortsgeschichtliche Bedeutung. Zweigeschossiger Ziegelbau mit dominanten Welschen Giebeln. | 09245040 |
| Direkt Bild zu diesem Denkmal hochladen | Friedhof Mylau (Sachgesamtheit) | Friedhofsstraße (Karte)                | 19. Jahrhundert (Grüfte); um 1925 (Kapelle)                                                                | Sachgesamtheit Friedhof Mylau, mit den Einzeldenkmalen: Friedhofskapelle, Toilettenhäuschen, Gedenktafel für Opfer des Faschismus und den Grabstätten Golle, Neubert, Schneider, Schmidt, Kirchner, Claviez, Feldmann, Gelbrich, Chevalier, Biedermann, Merkel, Brückner, Fiedler und Geupel (siehe auch Einzeldenkmale 09245063 unter gleicher Anschrift), sowie mit den Sachgesamtheitsteilen Einfriedungsmauer und Friedhofsportal; baugeschichtlich und ortsgeschichtlich von Bedeutung. | 09302707 |
| Direkt Bild zu diesem Denkmal hochladen | Friedhofskapelle, Toilettenhäuschen, Gedenktafel für Opfer des Faschismus und den Grabstätten Golle, Neubert, Schneider, Schmidt, Kirchner, Claviez, Feldmann, Gelbrich, Chevalier, Biedermann, Merkel, Brückner, Fiedler und Geupel (Einzeldenkmale zu ID-Nr. 09302707) | Friedhofsstraße (Karte)                | 19. Jahrhundert (Grüfte); um 1925 (Kapelle); 1946 (OdF-Denkmal)                                            | Einzeldenkmale der Sachgesamtheit Friedhof Mylau; baugeschichtlich und ortsgeschichtlich von Bedeutung. - Gedenktafel für KZ-Häftlinge, die am 27. Januar 1945 aus einem Zug geworfen wurden: „Hier ruhen 4 Häftlinge eines KZ, die aus einem Transportzug geworfen, am 21.7.1945 tot aufgefunden wurden. Unter ihnen ein Sowjetbürger mit der Häftlingsnummer: R. 174 897.“ - Gedenkmauer mit Inschriftplatte, darüber Christus-Kreuz; Gedenkmauer aus Klinker, Christuskreuz aus Holz, Höhe insgesamt circa 450 cm, errichtet circa 1946 - Friedhofskapelle: einfacher schlichter Bau, Putzfassade mit Werksteinsockel, großes Bleiglasfenster - Toilettenhäuschen: kleiner eingeschossiger Putzbau auf quadratischem Grundriss mit Welscher Haube, bekrönt von Kugel, Schieferdeckung - Grabstelle Neubert, Triumphbogen mit weiblicher Figur, circa 1905 - Ruhestätte Familie Schneider, Jakobspilger wird von Jesus empfangen - Erbbegräbnis Schmidt, Plattform mit kunstvoller schmiedeeiserner Einfriedung - Ruhestätte Richard Kirchner, Bronzefigur mit Stab an Marmorkreuz, circa 1910 - Grabstätte Claviez (Färbereibesitzer), Kreuzrelief mit Auge, Waage, und Stab mit zwei gefiederten Schlangen - Erbbegräbnis Familie Feldmann, Wanderer-Relief - Erbbegräbnis Gelbrich, Sandsteinwand mit Relief Bienenkorb und Zunftemblem (Mühle?) - Grabstätte Chevalier, kniende Frau auf Sockel - Grabstätte Biedermann, Triumphbogen mit Nische für Blumenwanne, circa 1920 - Grabstelle Merkel, schwarzer stilisierter Triumphbogen, zwei dorische Säulen - Klassizistische Gruft Brückner, Christian Gotthelf Brückner gründete 1789 Firma-Handel, Bank und Industrieunternehmen - Grabstelle Fiedler, schwarze polierte Wand, geschwungene steinerne Einfriedung - Grabstelle Geupel, gestockter Stein, martialische Sonnen-Dornen-Ikonografie - Grufthaus Golle: Rittergutsbesitzer von Obermylau, ehemals Burgbesitzer, Grufthaus 1837 schon nachweisbar, davor Sarkophage der Familie Golle von 1891 und 1877, letzte Glieder der Familie des Rittergutsbesitzers | 09245063 |
| Direkt Bild zu diesem Denkmal hochladen | Mietshaus in geschlossener Bebauung | Heubnerring 3 (Karte)                  | Um 1900 | Baugeschichtliche Bedeutung, roter Klinker, Bossenquaderwerk im Erdgeschoss | 09245031 |
| Direkt Bild zu diesem Denkmal hochladen | Wohnhaus in geschlossener Bebauung | Heubnerring 7 (Karte)                  | Um 1880 | Klinkerbau mit Terrakottafriesen und Relief, sehr guter Originalzustand, baugeschichtlicher Wert | 09245032 |
| Direkt Bild zu diesem Denkmal hochladen | Wohnhaus in geschlossener Bebauung, ursprünglich vermutlich Diakonat | Heubnerring 8 (Karte)                  | Um 1880 | Schlichter Klinkerbau von städtebaulichem und stadtgeschichtlichem Wert. Einfache Gestaltung, Klinkerfassade. | 09245033 |
| Weitere Bilder                          | Evangelische Stadtkirche Mylau (mit Ausstattung) | Heubnerring 11 (Karte)                 | 1887–1890 (Kirche); 1731 (Orgel); 1767 (Epitaph des ersten Kantors)                                        | Neogotischer Backsteinbau, mit älteren Ausstattungsstücken, baugeschichtlich, ortsgeschichtlich und ortsbildprägend von Bedeutung. Ursprünglicher Kirchenentwurf von Baurat Gotthilf Ludwig Möckel aus Dresden, Ausführung von Weißbach, Mylau. - Mit originaler Innenausstattung: Silbermannorgel (1731), Gedenkstein für Pfarrer Heubner, Epitaph des ersten Kantors von Mylau (1767), zwei ältere Kanzeln, Leuchter (aus Lukaskirche in Zwickau-Planitz), Kelch - Silbermannorgel stammt aus Vorgängerbau, zweimanualig, von 1731. Beim Kirchenneubau 1887/88 in einem neuen Gehäuse aufgestellt und um einige Stimmen vermehrt durch August Schubert. - Barock- und Renaissancekanzel wahrscheinlich aus Vorgängerbau oder Burgkapelle | 09245064 |
| Direkt Bild zu diesem Denkmal hochladen | Mietshaus in geschlossener Bebauung | Karl-Marx-Ring 6 (Karte)               | Um 1910 | Baugeschichtliche Bedeutung. Fachwerkelemente, ornamentaler Fassadenschmuck, originale Haustür und Fenster. | 09245023 |
| Direkt Bild zu diesem Denkmal hochladen | Wohnhaus in halboffener Bebauung | Karl-Marx-Ring 18 (Karte)              | Um 1910 | Beeindruckendes Beispiel des Landhausstils, künstlerisch und baugeschichtlich von Bedeutung. Werksteinsockel, Fachwerkelemente, Bleiglasfenster und originale Fenstergitter, originale Fenster. | 09245018 |
| Direkt Bild zu diesem Denkmal hochladen | Wohnhaus in halboffener Bebauung | Karl-Marx-Ring 20 (Karte)              | Um 1900 | Baugeschichtlicher Wert | 09245019 |
| Direkt Bild zu diesem Denkmal hochladen | Villa | Karl-Marx-Ring 22 (Karte)              | Um 1900, später überformt                                                                                  | Reiche Fassadengliederung, baugeschichtlicher Wert. Zweigeschossig, große Halle, Bleiglasfenster, teilweise originale Fenster erhalten, bei Sanierung teilweise Veränderungen. | 09245020 |
| Direkt Bild zu diesem Denkmal hochladen | Wohnhaus | Lambziger Straße 6 (Karte)             | 2. Hälfte 19. Jahrhundert                                                                                  | Ehemaliges Weberwohnhaus, sozialgeschichtliche Bedeutung. Leerstehend, Satteldach, Weberstube mit Holzdecke, Hausflur mit Waschkessel. | 09245028 |
| Direkt Bild zu diesem Denkmal hochladen | Mietshaus in Ecklage und in halboffener Bebauung | Lambziger Straße 47 (Karte)            | Um 1890 | Städtebaulich relevanter Klinkerbau des Historismus, baugeschichtlich von Bedeutung. Zweigeschossig, sieben mal drei Achsen, roter Klinker, gelbe Klinker als Fassadendekoration: Würfelfries, Bänder, Kranzgesims, Ortgesims, Rundfenster im Giebeldreieck des Dacherkers. | 09247472 |
| Direkt Bild zu diesem Denkmal hochladen | Wohnhaus mit Nebengebäude und Einfriedung | Lambziger Straße 50 (Karte)            | Um 1900 | Baugeschichtlicher Wert. Klinkerfassade mit Schwebegiebel, Mittelrisalit, eingeschossig, Fenster gebunden, fünf Achsen, oranger Klinker, originale Dachaufbauten, Fenster zum größten Teil original. | 09245086 |
| Direkt Bild zu diesem Denkmal hochladen | Mietshaus in halboffener Bebauung | Markt 2 (Karte)                        | Um 1890 | Städtebaulicher und baugeschichtlicher Wert. Klinkermischbauweise, schöne originale Haustür, reicher Fassadenschmuck, Konsolen im Traufbereich. | 09245013 |
| Direkt Bild zu diesem Denkmal hochladen | Ehemaliges Hotel Reichsadler in halboffener Bebauung | Markt 7 (Karte)                        | Um 1905 | Abwechslungsreich gestaltete Putzfassade, exemplarischer Wert, baugeschichtliche und städtebauliche Bedeutung. Wichtiges Bauwerk mit platzbildender Wirkung, guter Originalbestand, sowohl Einflüsse des Reformstils wie auch mittelalterliche und frühneuzeitliche Reminiszenzen. | 09245030 |
|                                         | Mietshaus in Ecklage und in halboffener Bebauung | Markt 9 (Karte)                        | Um 1910 | Mit Laden, Putzfassade mit Fachwerk-Elementen, baugeschichtliche und städtebauliche Bedeutung. Dreigeschossig mit rustikalem Erdgeschoss und Dachausbauten, zentraler Erker. | 09245029 |
|                                         | Mietshaus in halboffener Bebauung | Markt 18 (Karte)                       | Um 1920 | Putzfassade mit Erkern, Reformstil, baugeschichtliche und städtebauliche Bedeutung. Markanter dreigeschossiger Putzbau in bildprägender Lage, Putzornamentik, gute Aufrisslinien. | 09302708 |
| Direkt Bild zu diesem Denkmal hochladen | Mietshaus in Ecklage und in offener Bebauung | Mühlgasse 2 (Karte)                    | Um 1900 | Mit Laden, baugeschichtliche Bedeutung. Roter Klinker, zwei Läden, aufwändig gestaltete Fenstergewände im Erdgeschoss. | 09245075 |
| Direkt Bild zu diesem Denkmal hochladen | Fabrikantenvilla | Mühlgasse 16 (Karte)                   | Bezeichnet mit 1877                                                                                        | Baugeschichtlicher und ortsgeschichtlicher Wert. Türportal datiert, Putzquaderung im Erdgeschoss, Gesims, Fensterverdachungen im Obergeschoss, Holzveranda. | 09245076 |
| Direkt Bild zu diesem Denkmal hochladen | Mietshaus in halboffener Bebauung | Netzschkauer Straße 2 (Karte)          | Um 1870 | Qualitätvolle Fassadengestaltung, besonders an der Rückseite zum Fluss Göltzsch, baugeschichtliche Bedeutung. Fensterverdachungen im Obergeschoss, Putznutung und Putzquaderung, ornamentaler Schmuck im Traufbereich mit Konsolen. | 09245027 |
| Direkt Bild zu diesem Denkmal hochladen | Mietshaus in halboffener Bebauung | Netzschkauer Straße 37 (Karte)         | Um 1890 | Baugeschichtliche Relevanz. Klinkerfassade, Fensterverdachungen, ursprünglich mit Laden. | 09245026 |
|                                         | Wohnhaus in halboffener Bebauung und in Ecklage (mit Gemeindesaal der neuapostolischen Kirche) | Netzschkauer Straße 49 (Karte)         | Um 1900 | Städtebaulicher, baugeschichtlicher und stadtgeschichtlicher Wert. Ehemaliger Kirchgemeindesaal und Wohnhaus, Klinkerfassade. | 09245025 |
| Direkt Bild zu diesem Denkmal hochladen | Villa | Netzschkauer Straße 61 (Karte)         | 1920er Jahre                                                                                               | Repräsentative Putzfassade, baugeschichtlicher Wert | 09245022 |
| Direkt Bild zu diesem Denkmal hochladen | Steinkreuz | Obermylauer Berg (Karte)               | 15./16. Jahrhundert                                                                                        | Ortsgeschichtlich von Bedeutung | 09245069 |
| Direkt Bild zu diesem Denkmal hochladen | Mietshaus in halboffener Bebauung | Obermylauer Berg 2 (Karte)             | Um 1900 | Baugeschichtlicher Wert, roter Klinker | 09245012 |
| Direkt Bild zu diesem Denkmal hochladen | Pfarrhaus und Einfriedung | Otto-Richter-Straße 2 (Karte)          | Um 1895 | Neogotische Ziegelfassade, baugeschichtliche und ortsgeschichtliche Bedeutung. Klinkerfassade, oranger Klinker mit rotem Klinker abgesetzt, glasierte Ziegel, originale Haustür und qualitätvolle originale Innenausstattung, Einflüsse der Hannoverschen Schule. | 09245002 |
| Direkt Bild zu diesem Denkmal hochladen | Mietshaus in offener Bebauung | Otto-Richter-Straße 3 (Karte)          | Um 1910 | Sparsamer Fassadenschmuck, baugeschichtliche Bedeutung. Dreigeschossiger Putzbau mit übergiebeltem Mittelrisalit, Dachausbauten (zwei Zwerchhäuser), zwei zentrale Balkone. | 09302710 |
| Direkt Bild zu diesem Denkmal hochladen | Kirchgemeindehaus | Otto-Richter-Straße 4 (Karte)          | Um 1895 | Ortsgeschichtliche Bedeutung. Ähnliche Gestaltung wie Pfarramt, Klinkerfassade, original erhalten. | 09245003 |
| Direkt Bild zu diesem Denkmal hochladen | Mietshaus in geschlossener Bebauung | Reichenbacher Straße 6 (Karte)         | 1900 | Mit Laden, gut erhaltene Historismusfassade, neogotischer Stil, baugeschichtliche Bedeutung. Naturstein, Überschlagsgesims, Erker, originale Dachaufbauten, originale Haustür, Innenausstattung gut erhalten. | 09245001 |
| Direkt Bild zu diesem Denkmal hochladen | Postamt | Reichenbacher Straße 17 (Karte)        | 1894 | In Neorenaissanceformen, baugeschichtliche und ortsgeschichtliche Bedeutung. Postamt mit original erhaltener Schalterhalle, Putzfassade, Betonfenstergewände, gefärbt, plastischer Schmuck, Telegraphenturm. | 09245070 |
| Direkt Bild zu diesem Denkmal hochladen | Wohnhaus in Ecklage und in halboffener Bebauung | Robert-Georgi-Weg 2 (Karte)            | Um 1900 | Baugeschichtliche und städtebauliche Bedeutung. Ursprünglich Wohnhaus eines Arztes, Eckerker, wichtig für Marktbild. | 09245014 |
| Direkt Bild zu diesem Denkmal hochladen | Wohnhaus in geschlossener Bebauung | Rosa-Luxemburg-Straße 6 (Karte)        | Um 1905 | Baugeschichtliche Bedeutung. Zweigeschossig mit dominantem verzierten Giebel, Erdgeschoss roter Backstein (um die Rundbogenfenster geführt), Obergeschoss Putz. | 09302709 |
| Direkt Bild zu diesem Denkmal hochladen | Wohnhaus in geschlossener Bebauung | Rosa-Luxemburg-Straße 7 (Karte)        | Um 1905 | Ortstypische Bebauung, baugeschichtliche Bedeutung. Klinkerfassade, roter Klinker mit gelben Klinkern verziert, originale Haustür und Fenster, zweigeschossig mit bekröntem Zwerchgiebel, originale Dachaufbauten mit weit vorkragenden Satteldächern. | 09245057 |
| Direkt Bild zu diesem Denkmal hochladen | Mietshaus in geschlossener Bebauung | Rosa-Luxemburg-Straße 13 (Karte)       | Um 1905 | Historisierende Putzfassade mit Fachwerk-Erker, baugeschichtlicher Wert. Putzfassade mit Betonfenster- und Türgewänden, originale Haustür und Fenster, Fachwerkzwerchgiebel und Fachwerkerker, guter Originalbestand, zweigeschossig. | 09245056 |
| Direkt Bild zu diesem Denkmal hochladen | Mietshaus in Ecklage und in geschlossener Bebauung | Rotschauer Straße 1 (Karte)            | Um 1900 | Mit Laden, Klinkerfassade, baugeschichtliche und städtebauliche Relevanz. Zweigeschossiger Klinkerbau, Ecklage betont durch Dreigeschossigkeit und Doppeltürmchen. | 09245042 |
| Direkt Bild zu diesem Denkmal hochladen | Wohnhaus in halboffener Bebauung und in Ecklage | Rotschauer Straße 11 (Karte)           | 1898/1899                                                                                                  | Baugeschichtliche Bedeutung. Fensterverdachungen im Obergeschoss reich verziert, Putznutung im Erdgeschoss, originale Haustür. | 09245043 |
| Direkt Bild zu diesem Denkmal hochladen | Mietshaus in halboffener Bebauung | Rotschauer Straße 14 (Karte)           | Um 1905 | Historisierende Putzfassade mit Fachwerkgiebel, baugeschichtliche Bedeutung. Fachwerkzwerchgiebel, reiche Fassadengliederung, Betonelemente, reich verzierte Haustür mit Oberlicht, originale Haustür und Fenster. | 09245045 |
| Direkt Bild zu diesem Denkmal hochladen | Villa mit Einfriedung | Rotschauer Straße 15 (Karte)           | 1905 | Im Landhausstil, baugeschichtliche Bedeutung. Gehörte vermutlich ursprünglich Fabrikant Chevalier, Weberei, zweigeschossig, Dachausbauten, Zierfachwerk in den Giebelfeldern, Türmchen, Sprossenfenster. | 09245047 |
| Direkt Bild zu diesem Denkmal hochladen | Mietshaus in geschlossener Bebauung | Rotschauer Straße 16 (Karte)           | Um 1905 | Historisierende Putzfassade mit Fachwerkzwerchgiebel, baugeschichtliche Bedeutung. Originale Haustür und Fenster, Erker, falsche Farbgebung, Pendant zum Nachbarhaus (Nummer 14). | 09245046 |
| Direkt Bild zu diesem Denkmal hochladen | Villa | Rotschauer Straße 17 (Karte)           | 1907 | Im Landhausstil, baugeschichtliche Bedeutung. Vermutlich ehemals Fabrikant Chevalier, heterogener Grundriss, Eckturm, Zierfachwerk. | 09245048 |
| Direkt Bild zu diesem Denkmal hochladen | Turnhalle | Rotschauer Straße 20 (Karte)           | Um 1900 | Gotisierender Ziegelbau, bauhistorische und sozialgeschichtliche Relevanz | 09245049 |
| Direkt Bild zu diesem Denkmal hochladen | Wohnhaus mit Hofgebäuden | Wehnersberg 4 (Karte)                  | Um 1780 | Verlegerwohnhaus, Fachwerkgebäude, baugeschichtliche und ortshistorische Relevanz. Sehr schöne verzierte Haustür, Fachwerkobergeschoss verputzt, Giebel fachwerksichtig, ein Seitengebäude Fachwerkobergeschoss. | 09245050 |

## Ehemaliges Denkmal
| Bild                                    | Bezeichnung    | Lage                          | Datierung | Beschreibung | ID       |
| --------------------------------------- | -------------- | ----------------------------- | --------- | --- | -------- |
| Direkt Bild zu diesem Denkmal hochladen | Doppelwohnhaus | Karl-Marx-Ring 14, 16 (Karte) | Um 1890   | Mit Neorenaissance-Elementen, baugeschichtliche Bedeutung. Putzfassade, Eckquaderung, Mittelrisalit mit Volutengiebel. 2020 abgerissen. | 09245017 |

## Tabellenlegende
- Bild: Bild des Kulturdenkmals, ggf. zusätzlich mit einem Link zu weiteren Fotos des Kulturdenkmals im Medienarchiv Wikimedia Commons. Wenn man auf das Kamerasymbol klickt, können Fotos zu Kulturdenkmalen aus dieser Liste hochgeladen werden:
- Bezeichnung: Denkmalgeschützte Objekte und ggf. Bauwerksname des Kulturdenkmals
- Lage: Straßenname und Hausnummer oder Flurstücknummer des Kulturdenkmals. Die Grundsortierung der Liste erfolgt nach dieser Adresse. Der Link (Karte) führt zu verschiedenen Kartendiensten mit der Position des Kulturdenkmals. Fehlt dieser Link, wurden die Koordinaten noch nicht eingetragen. Sind diese bekannt, können sie über ein Tool mit einer Kartenansicht einfach nachgetragen werden. In dieser Kartenansicht sind Kulturdenkmale ohne Koordinaten mit einem roten bzw. orangen Marker dargestellt und können durch Verschieben auf die richtige Position in der Karte mit Koordinaten versehen werden. Kulturdenkmale ohne Bild sind an einem blauen bzw. roten Marker erkennbar.
- Datierung: Baubeginn, Fertigstellung, Datum der Erstnennung oder grobe zeitliche Einordnung entsprechend des Eintrags in der sächsischen Denkmaldatenbank
- Beschreibung: Kurzcharakteristik des Kulturdenkmals entsprechend des Eintrags in der sächsischen Denkmaldatenbank, ggf. ergänzt durch die dort nur selten veröffentlichten Erfassungstexte oder zusätzliche Informationen
- ID: Vom Landesamt für Denkmalpflege Sachsen vergebene, das Kulturdenkmal eindeutig identifizierende Objekt-Nummer. Der Link führt zum PDF-Denkmaldokument des Landesamtes für Denkmalpflege Sachsen. Bei ehemaligen Kulturdenkmalen können die Objektnummern unbekannt sein und deshalb fehlen bzw. die Links von aus der Datenbank entfernten Objektnummern ins Leere führen. Ein ggf. vorhandenes Icon  führt zu den Angaben des Kulturdenkmals bei Wikidata.